# Ходак, Виктор Иванович
Виктор Иванович Ходак (укр. Віктор Іванович Ходак; 27 декабря 1955, Кировоград — 7 июля 1987, Афганистан) — старший лейтенант медицинской службы Вооружённых сил СССР, старший врач санитарно-эпидемиологического отряда. Участник Афганской войны.

## Биография

### Ранние годы
Родился 27 декабря 1955 года в городе Кировоград (УССР, СССР). Украинец. Окончил восьмилетнюю школу № 29 в 1971 году, в 1975 году окончил Кировоградское медицинское училище. Член КПСС с 1978 года.
Проходил срочную службу с 1975 по 1977 годы в советских войсках, призван 5 мая 1975 года Кировоградским военкоматом. Учился в Гродненском медицинском институте в 1977—1982 годах, окончил в 1984 году военно-медицинский факультет Куйбышевского медицинского института имени Д. И. Ульянова.

### Афганская война
Службу в Вооружённых силах СССР Ходак продолжил в 1980-е годы, проходил её в Белорусском военном округе. В Республике Афганистан с сентября 1986 года, работал старшим врачом санитарно-эпидемиологического отряда и начальником базовой лаборатории, отвечая за качество, безопасность и пригодность воды и продуктов. Воинское звание — старший лейтенант медицинской службы.
Перед командировкой в Афганистан Ходак утаил от медкомиссии факт, что у него произошло воспаление глаза. Во время службы в Афганистане у него началась глаукома, однако он не попросился в отпуск и продолжил нести службу.
7 июля 1987 года по трассе Кабул—Джелалабад ехала автоколонна с продовольствием. На одном из участков старший лейтенант Ходак, который был в составе колонны машин медицинской службы, проверял заставы. Проверив одну из застав, он отправился к автолаборатории и бронетранспортёрам, но тут же попал под обстрел. Завязалась перестрелка, в ходе которой Ходак вызвал огонь на себя и прикрыл сослуживцев, дав им приготовиться к бою. Несмотря на то, что советские войска отбили атаку, Ходак погиб (он был единственным погибшим в том бою).

### Личная жизнь
Родители — Иван Григорьевич и Татьяна Ивановна, пенсионеры. На момент смерти у Ходака были жена Светлана Борисовна и две дочери, Алёна и Екатерина. Вдова и дочери проживают в Минске.

## Память
- Виктор Ходак похоронен на Северном кладбище (участок № 62) в Минске[1].
- Посмертно награждён орденом Красной Звезды, медалью «Воину-интернационалисту от благодарного афганского народа» и медалью «В память 10-летия вывода советских войск из Афганистана» (24 декабря 2003 года)[1].
- 12 февраля 2015 года в Кировограде (ныне Кропивницкий) на здании Кировоградского медицинского колледжа имени Е. И. Мухина (бывшее Кировоградское медицинское училище) открыта мемориальная доска[1][3].
- В Кабуле на территории военного госпиталя был установлен памятник Ходаку, ныне его состояние неизвестно[1].